# Chantal Claret
Chantal Claret (Berkeley, California, 21 de febrero de 1982) es una cantante y compositora de música rock power pop de la banda Morningwood.

## Biografía
Chantal Claret nació el 21 de febrero de 1982 en Berkeley, California. Ella pasó la mayor parte de su vida en la Ciudad de Nueva York, aunque también vivió en Texas. En su adolescencia, Claret trabajó como promotora para varios clubes en Nueva York. Antes de reunirse con Pedro Yanowitz e iniciar Morningwood con él, Claret estuvo en una escuela para dirigir videos musicales. Ella dirigió los videos de las canciones "Take Off Your Clothes" y "Snobby Little Elf" de su banda Morningwood, así com también el video de la canción "Little Hard On's" de The Left Rights. En 2002, Claret apareció en el cortometraje, American Mod. Ella fue incluida en la canción "Wait (The Nexus)" de Mike Relm. Actualmente, Morningwood se encuentra en una pausa indefinida, así como Chantal escribió en su Twitter, que se encontraba trabajando como solista musicalmente.

### Estilo
Su estilo ha sido comparado con el de cantantes como Chrissie Hynde, Christina Amphlett, Debbie Harry, Shirley Manson y el de Beth Ditto.

## Vida personal
Claret, en conjunto con el baterista de Thrice, Riley Breckenridge, escribieron una columna de consejo mensual llamado "Battle of the Sexes" en la revista Alternative Press durante casi 3 años, la cual fue descontinuada en el Invierno de 2007.
El 18 de enero de 2008, ella se casó con Jimmy Urine (James Euringer), voz principal de la banda Mindless Self Indulgence. La pareja fundó una compañía de ropa juntos, llamada Tour Crush.